# Thalassaphorura debilis
Thalassaphorura debilis är en urinsektsart som först beskrevs av R. Moniez 1890.  Thalassaphorura debilis ingår i släktet Thalassaphorura, och familjen blekhoppstjärtar. Arten är reproducerande i Sverige.